# Bellahn
Bellahn ist ein Ortsteil der Gemeinde Zernien in der Samtgemeinde Elbtalaue, die zum niedersächsischen Landkreis Lüchow-Dannenberg gehört. Das Dorf liegt etwa vier Kilometer östlich vom Kernbereich von Zernien.

## Geschichte
Die erste urkundliche Erwähnung des Ortes findet sich für das Jahr 1330 im Lüneburger Lehnsregister mit der Schreibweise Bellan. Der Ortsname geht auf den Namen der einstigen Bewohner zurück. 1928 wurde der Ort in die Gemeinde Fließau eingemeindet; am 1. Juli 1972 erfolgte schließlich die Eingliederung in die Gemeinde Zernien.